# 엔도뉴클레아제
엔도뉴클레아제(Endonuclease, Endo G, EG)는 원래 닭의 적혈구 핵으로부터 정제된 endonuclease로 DNA의 C,G영역을 선택적으로 분열시키는 특징을 가지고 있다. 처음에는 미토콘드리아 DNA복제, HSV-1유전자의 역위 등의 세포작용에서 역할을 하는 미토콘드리아 효소였다. 하지만 현재는 다양한 자극에 반응하여 일어나는 세포 사멸(Aoptosis) 동안에 chromosomal DNA를 파괴하는 특징이 더 알려져 있다. 세포가 다양한 스트레스에 토출되면 미토콘드리아의 외막투과성이 증가하여 미토콘드리아의 내막표면에 존재하는 EndoG가 미토콘드리아로부터 방출되어 핵으로 이동하고 Chromatin DNA를 분열시키는데, 이러한 과정은 캐스패이즈 와 독립적으로 이루어지는 캐스페이즈 비의존성 경로이다. EndoG 단백질의 상동체는 미생물, Yeast,mammalian등 다양한 종에서 나타나며, conserved된 부분들이 많음을 알 수 있고 공통적으로 ββα-motif를 갖는 것을 확인할 수 있다. 최근에는 EndoG가 단순한 세포사멸 뿐만 아니라 초기 배아생성과 증식들의 다양한 세포기능에 관여하고 있는 것으로 밝혀지고 있다.

## 핵산분해효소(Apoptotic Endonuclease)
생화학적, 유전학적인 연구를 통해 세포사멸 동안에 DNA의 분열에 중요한 역할을 하는 CAD와 EndoG라는 두가지 endonuclease가 확인되었다. 세포사멸이 활성화되면 cytochrome c, procaspases, Smac/DIABLO, AIF, EndoG와 같은 많은 Apoptogenic factor들이 미토콘드리아로부터 방출된다. Cytochrome c와 Smac/DIABLO는 캐스패이즈를 활성화라는 역할을 한다. 캐스패이즈 의존성 세포사멸에서 작용하는 핵산분해효소인 CAD는 세포사멸 안에 caspases protease에 의해 ICAD와의 결합이 끊어짐으로써 활성화되며, chromatin 구조를 응축시키는 topo II, histone H1과 같은 chromatin 구성 요소들과 결합함으로써 DNA에 binding하게 된다. AIF와 EndoG는 캐스패이즈 비의존성 세포사명의 최종단계에서 DNA분열에 관여하는 핵산분해효소로 세포사멸 자극을 받으면 미토콘드리아에서 방출되어 핵으로 이동한다.

## 세포사멸
세포사멸은 자연계에서 널리 관찰되는 세포자살의 형태로,세포가 적절한 신호자극을 받았을 때 스스로를 파괴하는 기작이다. Cytokine,Hormone,Viruses,Toxic insult등 다양한 자극에 의해 시작되며 생체의 발생 항상성을 유지하는데 매우 중요하게 작용하는 생리적인 과정이다. 세포사멸은 다양한 생화학적 변화를 동반하는데, 가장 특징적인 세포내 변화는 chromosomal DNA의 분열이며, DNA의 분열은 최소 두 단계를 거쳐서 일어난다. 초기 단계에서 chromatin loop domian과 같은 50Kb정도의 크기로 분열되고,두 번째 단계에서 nucleosomal DNA의 분열이 일어난다. 세포사명은 노인성치매, 파킨슨병 등의 퇴행성 신경계 질병, 자가면역 질환, 바이러스 감염,AIDS,암과 같은 인간 병의 발달과 깊은 관련이 있고 중요한 역할을 한다.

## 구조
EndoG는 두 개의 monomer가 활성부위가 서로 반대쪽으로 향하고 있는 매우 독특한 dimer형태를 하고 있으며, 활성부위에는 ββα-모티프를 갖는 EndoG 단백질의 전형적인 Mg-water cluster가 발견되었다. 원핵생물 상동체와 비교하였을 때, mouse EndoG의 구조는 αβ mixed-globular-fold monomer로부터 N-terminal loop이 길게 뻗어 있는 것을 확인할 수 있었고, molecule의 main body로부터 hairpin-like β-strand(B7 and B8)가 튀어나와 있는 것을 확인할 수 있었다. EndoG의 enzymatic activity에는 Mg 2가 이온이 필요하다. EndoG의 active site에 Mg 2가 이온이 존재하며, 이 금속 이온 주위에 His138, Asn169, Glu177등의 잔기들이 있다. 특히 Asn169는 5개의 water molecule과 함께 active site에 있는 Mg2+ 이온 주위에 8면체의 water cluster를 형성되어있다. Arg 잔기는 nuclease activity에 필수적인 잔기로 substrate의 잘라지기 쉬운 phosphate의 oxygen을 잡아줌으로써 transition state를 안정화하는 역할을 한다.